# Libor Došek
Libor Došek (ur. 24 kwietnia 1978 w Brnie) – czeski piłkarz, napastnik.

## Kariera klubowa
Libor Došek urodził się w Brnie, tam również stawiał pierwsze kroki w profesjonalnym futbolu, w Boby Brno. Grał również w: 1. FC Slovácko, Chmelu Blšany, 1. FC Brno, Slovanie Liberec, Sparcie Praga i Skodzie Ksanti. W 2010 roku przeszedł do FK Teplice, a w 2011 do 1. FC Slovácko. W 2016 zakończył karierę.